# Johan Svendsen
Johan Severin Svendsen (Christiania, 30 september 1840 — Kopenhagen, 14 juni 1911) was een Noors componist, dirigent en muziekpedagoog.

## Levensloop
Svendsens vader, Guldbrand Svendsen, speelde in een militaire kapel en gaf Johan zijn eerste muzieklessen. Hij kreeg vioollessen van Fredrik Ursin, maar hij speelde ook fluit en klarinet. Op 11-jarige leeftijd schreef hij zijn eerste compositie voor viool. Op 15-jarige leeftijd ging hij in militaire dienst en speelde al spoedig in een militaire kapel. Daarnaast speelde hij ook in dansorkesten en in het orkest van het theater in Kristiania (nu Oslo). Van 1857 tot 1859 musiceerde hij als violist bij de zogenoemde "Abonnementsconcerten", een serie van concerten die door Halfdan Kjerulf en J.G. Conradi samengesteld waren.
De algemene situatie, in het bijzonder de culturele armoede in Kristiania in de jaren vijftig en zestig van de 19e eeuw, bood hem geen mogelijkheden voor een verdere muzikale ontwikkeling. Ook een concertreis in 1862 bracht daar weinig verandering in. Met een studiebeurs van de Noorse koning Karel kon hij van 1863 tot 1867 in Leipzig studeren aan het Koninklijk Conservatorium (thans de Felix Mendelssohnschool voor muziek en theater). Zijn leraren waren daar Ferdinand David (1810-1873), viool) en orkestdirectie, Carl Reinecke (1824-1910), compositie, Moritz Hauptmann (1792-1868), muziektheorie, en Ernst Friedrich Richter (1808-1879), contrapunt.
Svendsen had last van een van zijn handen, waardoor hij zich vanaf 1865 op het componeren en dirigeren concentreerde. Geïnspireerd door reizen naar onder meer Parijs, Rome en Bayreuth en door bijeenkomsten met Richard Wagner, schreef hij in korte tijd van 1865 tot 1881 zijn belangrijkste werken. Met het Oktet voor strijkers, op. 3 uit 1866 en de 1e Symfonie in D-groot, op. 4 uit 1866-1867, die beide onafhankelijk van zijn leraar Reinecke ontstonden, kreeg hij voortaan internationaal succes. Tijdens een reis in de Verenigde Staten leerde hij zijn eerste vrouw, Sarah Levett, kennen. Hij trouwde met haar in 1871. In hetzelfde jaar ontving Svendsen de Zweedse koninklijke onderscheiding Litteris et Artibus.
Van 1872 tot 1877 en van 1880 tot 1883 was hij dirigent van de Musikforening Kristiania (Oslo). Al spoedig was hij een gerenommeerd dirigent. Van 1883 tot 1908 leidde hij als hofkapelmeester Det Kongelige Kapel in Kopenhagen. Deze werkzaamheden in de tweede helft van zijn leven brachten hem economische onafhankelijkheid en gaven hem tijd om te componeren.

## Stijl
Net als Edvard Grieg en Christian Sinding, de andere twee belangrijke persoonlijkheden uit het 19e-eeuwse Noorse muziekleven, bediende Svendsen zich van elementen uit de Noorse volksmuziek, maar zijn werken bleven zeer aan het 'Europese' idioom van de 'Leipziger Schule' verbonden. Zijn belangrijkste composities zijn een mengeling van romantische vormprincipes en uit de Scandinavische traditie overgeleverde melodiek. Naast belangrijke werken als het vioolconcert, het celloconcert, het strijkoctet en twee strijkkwartetten, zijn vooral zijn beide symfonieën en de Romance voor viool en orkest een garantie voor zijn blijvende bekendheid als componist. In aanleg zo veel mogelijk classicistisch, laten deze werken hem zien als een meester van instrumentatie, van het stralende coloriet en het dynamische raffinement. Met name met deze werken legde hij de basis voor het symfonische repertoire van Noorwegen.

## 3e Symfonie en verdere leven
Ook de compositie Zorahayda, een eenvoudig, maar gevoelig verhaal dat tegelijkertijd de legende van de "eeuwige Jood", van De Vliegende Hollander en andere geliefde bevrijdingsverhalen van de 19e eeuw combineerde, was voor Svendsen van groot belang. In Parijs had hij een Joods-Amerikaanse erfgename leren kennen, met wie hij in 1871 in New York trouwde. Na korte tijd trad Sarah Levett toe tot het christendom, waarbij zij de doopnaam Bergljot Svendsen aannam. Bij deze gebeurtenis waren Richard Wagner en Cosima Wagner de peetoom en -tante.
In de winter 1882-83 had Svendsen zijn 3e symfonie voltooid, maar zijn echtgenote Sarah gooide de partituur in een aanval van jaloezie en woede in het vuur. In kunstenaarskringen werd dit verhaal spoedig bekend. Voor Henrik Ibsen werd het de basis voor het drama Hedda Gabler. Na deze desastreuze gebeurtenis was Svendsen een gebroken man. Een kleine tien jaar componeerde hij niet meer. Deze dramatische gebeurtenis deed het huwelijk geen goed. In 1884 gingen hij en zijn echtgenote uit elkaar. Sarah Levett verhuisde naar Parijs. Nadat de scheiding van zijn eerste vrouw definitief was geworden (10 december 1901), trouwde hij op 23 december 1901 met Juliette Haase, met wie hij reeds lang samenleefde en met wie hij drie kinderen had. Tijdens zijn studietijd in Leipzig was Svendsen reeds vader geworden van een buitenechtelijk kind, Johann Richard Rudolph (1867-1933).

## Composities

### Werken voor orkest

#### Symfonieën
- 1866-1867: 1e Symfonie D-groot, op. 4
- 1874-1876: 2e Symfonie Bes-groot, op. 15
  1. Allegro
  2. Andante sostenuto
  3. Intermezzo: Allegro giusto
  4. Finale: Andante – Allegro con fuoco – Stretto
- 1882-1883: 3e Symfonie

#### Concerten voor instrumenten en orkest
- 1869: Concert in A-groot, voor viool en orkest, op. 6
- 1870: Concert in d-klein, voor cello en orkest, op. 7

#### Andere orkestwerken
- 1871: Sigurd Slembe ouverture, symfonische inleiding tot het drama van Bjørnstjerne Bjørnson, op. 8
- 1872: Carnival in Paris, episode voor orkest, op. 9
- 1872: Sørgemarsch i anledning Kong Carl den 15des død, voor orkest, op. 10
- 1873: Polonaise Nr. 1 "Festpolonaise", op. 12
- 1873: Kroningsmarsj, op. 13
- 1874-1879: Zorahayda, legende voor orkest, op. 11 (gebaseerd op de vertelling Tales of the Alhambra (1838) van Washington Irving)
- 1874: Norsk kunstnerkarneval (Noorse kunstenaarscarnaval), op. 14
- 1874: Twee IJslands melodieën, voor strijkorkest, op. 30
- 1874: I fjol gjætt’e gjeitinn, voor strijkorkest, op. 31
- 1875: Fantasie: Romeo und Julia, op. 18
- 1876: Twee Zweedse volksliederen, voor strijkorkest, op. 27
- 1876: Noorse Rapsodie Nr. 1, op. 17
- 1877: Noorse Rapsodie Nr. 2, op. 19
- 1877: Noorse Rapsodie Nr. 3, op. 21
- 1877: Noorse Rapsodie Nr. 4, op. 22
- 1881: Romance in G-groot voor viool en orkest, op. 26
- 1882: Polonaise Nr. 2 in D-groot, op. 28
- 1892: Andante funebre, voor orkest
- Bryllupet på Dovre, voor orkest
- Holbergs-kantate, voor orkest
- Norsk springdans, voor orkest
- Persisk dans, voor orkest
- Venetiansk serenade, voor orkest

### Werken voor harmonieorkest
- 1894: Preludium (bewerkt door J. Eriksen)
- Axvalla marsch
- Noorse kunstenaarscarnaval, op. 14 (bewerkt door Chomel)
- Noorse Rapsodie Nr. 3, op. 21 (bewerkt door Johan F. Pala)
- Festpolonaise, op. 12 (bewerkt door Johan F. Pala ook door Øivind Westby)

### Muziektheater

#### Balletten
| Voltooid in | titel                                    | aktes | première | libretto | choreografie |
| ----------- | ---------------------------------------- | ----- | -------- | -------- | ------------ |
| 1892        | Foraaret kommer – En festballett, op. 33 |       |          |          |              |

### Werken voor koor
- 1866 To mannskorsanger, voor mannenkoor, op. 2
- 1881 Cantata voor de Inauguratie van het Henrik Wergeland Monument, voor bariton, gemengd koor en orkest, op. 25b
- 1892 Festkantate, voor gemengd koor en orkest, op. 32 – tekst: W. Bergsøe
- 1892 Kantate – Ved Christiania universitets fest i anledning af DDKKHH Gustav og Victorias formæling, voor gemengd koor en orkest, op. 29 – tekst: L. Dietrichson

### Kamermuziek
- 1865 Strijkkwartet in a-klein, op. 1
- 1866 Octet in A-groot, voor strijkers, op. 3
- 1867 Strijkkwintet in C-groot, op. 5

## Discografie
- Chandos 10693 – Johan Svendsen: Orchestral Works Vol 1 – Bergen Philharmonic Orchestra o.l.v. Neeme Järvi  (15 november 2011)